# Axel Dörner

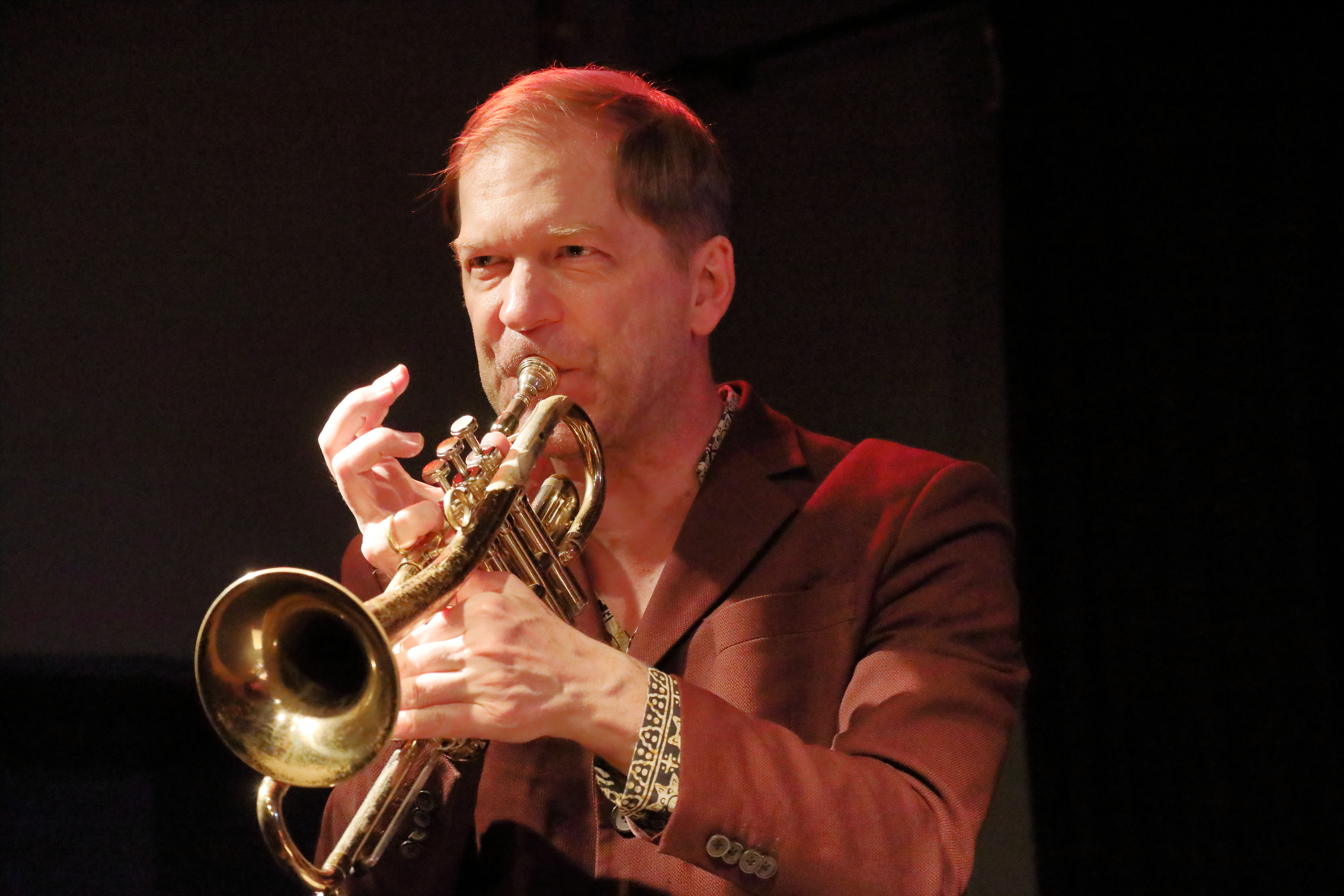
Axel Dörner mit So Seet, 2020 im club W71

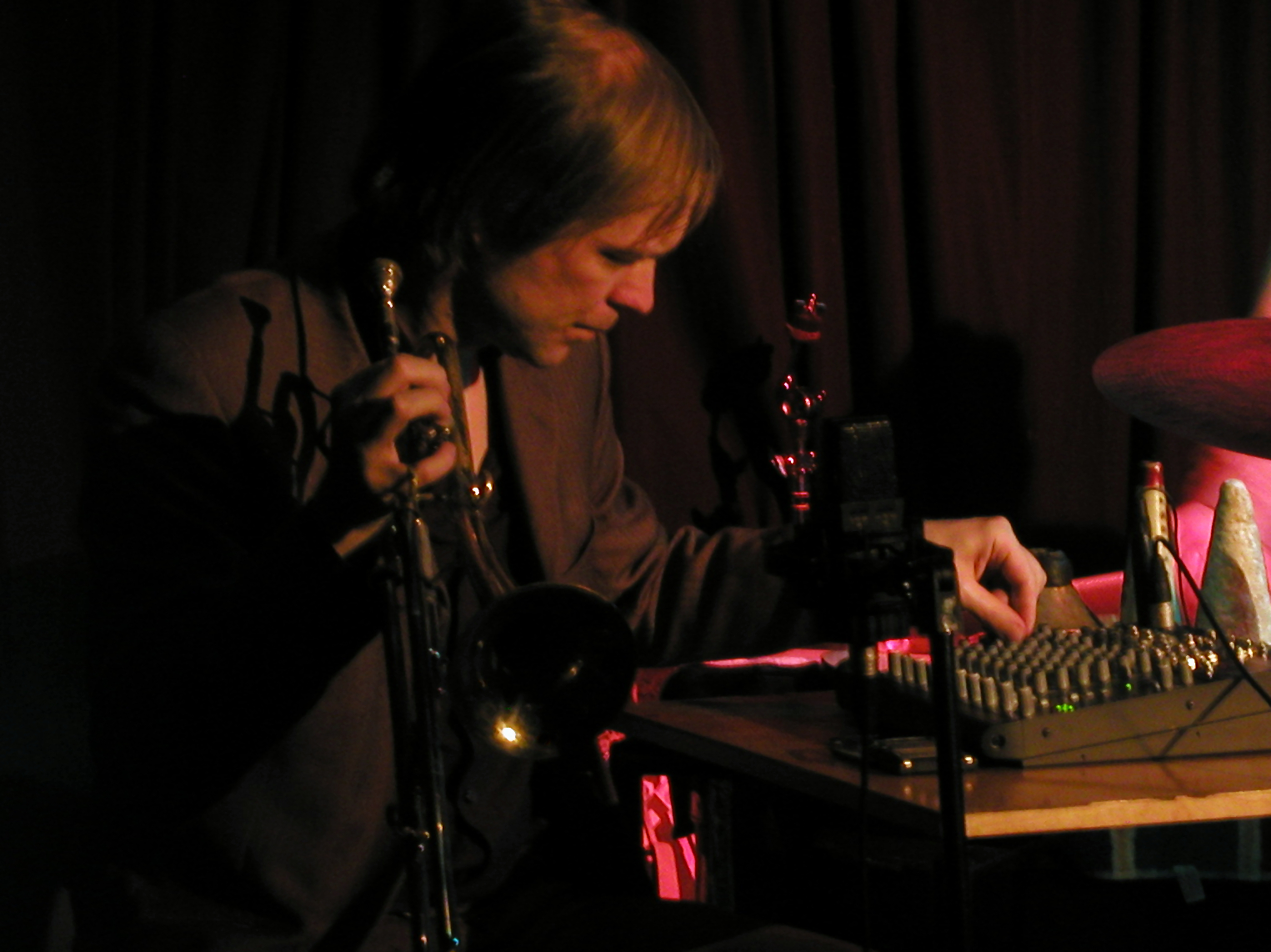
Der Trompeter widmet sich der Elektronik (2007)

Axel Dörner (* 26. April 1964 in Köln) ist ein deutscher Jazztrompeter und Komponist.

## Leben und Wirken
Dörner studierte zunächst Klavier im niederländischen Arnhem (1988/89) und an der Musikhochschule in Köln (1989–1996). Ab 1991 studierte er außerdem Trompete bei Malte Burba. Während des Studiums trat er bereits zusammen mit dem Trompeter Bruno Leicht als „The Streetfighters Duo“ auf. Weitere Ensembles zu dieser Zeit, in denen er mitwirkte, waren „The Streetfighters Quartet“ und „The Streetfighters Double Quartet“ mit u. a. Matthias Schubert, Bruno Leicht und Claudio Puntin. Außerdem entstand bereits das „Axel Dörner Quartett“ (mit Frank Gratkowski, Hans Schneider und Martin Blume). Mit dem Saxophonisten Matthias Petzold nahm er die CDs Lifelines und Psalmen und Lobgesänge auf.
Seit 1994 lebt Dörner in Berlin und tritt in den vielfältigsten Besetzungen, u. a. auch beim The London Jazz Composers Orchestra und mit „Hedros“ (gemeinsam mit Mats Gustafsson, Günter Christmann, Barry Guy etc.) auf. Er hat inzwischen bei mehr als 50 CD-Aufnahmen mitgewirkt. So war er bei Sven-Ake Johanssons Six Little Pieces for Quintet (2000) und dessen Bühnenmusik Die Harke und der Spaten (2011) zu hören.
Axel Dörner zeichnet sich vor allem durch seine Vielseitigkeit aus: Er spielt eher traditionellen Bebop genauso wie klassischen Free Jazz oder elektronische Musik, etwa mit Otomo Yoshihide bei den Donaueschinger Musiktagen 2005. Dörner ist sowohl alleine als auch mit seinem Trio „TOOT“ (gemeinsam mit Phil Minton und Thomas Lehn) und der Anreicherung mit Christian Lillinger, Håvard Wiik und Jan Roder und in Ken Vandermarks „Territory-Band“ fester Bestandteil der Berliner Szene der experimentellen improvisierten Musik. Besondere Aufmerksamkeit erregte Dörner mit der Neuinterpretation sämtlicher Kompositionen von Thelonious Monk, die er mit dem Pianisten Alexander von Schlippenbach und mit seiner eigenen Gruppe „Die Enttäuschung“ auch auf Alben wie Monks Casino (Intakt 2005) oder Music Minus One (2023) eingespielt hat. Dörners Entwicklung seiner avantgardistisch erweiterten Spielweisen mit der Trompete sind in einer Reihe von unbegleiteter Solomusik dokumentiert: Trumpet (2001, Bruit Secret), Look at the Music (2002, Olof Bright), Sind (2006–07, Absinth) und anlässlich Dörners 50. Geburtstags Dirn Bridge (2014, Euphorium).
Mit Tristan Honsinger, Olaf Rupp und Oliver Steidle spielte Dörner im Quartett „HDRS“.  Mit Pierre-Antoine Badaroux, Joel Grip und Antonin Gerbal gründete er das „Peeping Tom Quartet“, das seit 2009 mehrere Alben vorlegte und an dem Album The Braxtornette Project (2013) beteiligt wurde. 2023 veröffentlichte er mit Lina Allemano das Duoalbum Aphelia (Relative Pitch), mit Oliver Schwerdt und Julian Sartorius Jul Fuel (2024).
2006 erhielt Dörner den mit 10.000 Euro dotierten SWR-Jazzpreis, 2019 wurde ihm der Jazzpreis Berlin zuerkannt.
Axel Dörner spielt auf einer Firebird-Trompete.